# میکروسرف‌ها
میکروسرف‌ها رمانی نامه‌نگارانه نوشته داگلاس کپلند است که در سال ۱۹۹۵ به وسیله انتشارات هایپر کالینز منتشر شد. این رمان در ابتدا به شکل داستان کوتاه در شماره ژانویه ۱۹۹۴مجله وایرد منتشر شد و پس از آن به شکل رمان گسترش پیدا کرد. این داستان در دهه ۱۹۹۰ روی می‌دهد و وضعیت شرکت‌های فناوری را قبل از ویندوز ۹۵ به تصویر می‌کشد و حباب دات-کام در اواخر دهه ۱۹۹۰ را پیش بینی می‌کند.
این رمان به شکل یک دفتر خاطرات روزانه که راوی داستان دَنیل در یک پاور بوک نگه می‌دارد نوشته شده است. به همین دلیل، و همچنین به خاطر استفاده از شکلک‌ها، این رمان به آنچه که یک دهه بعد به عنوان وبلاگ ظهور کرد شبیه است.